# Petra Vukelić
Petra Vukelić, (Zagreb, 15. kolovoza 1982.) je hrvatska filmska, televizijska i kazališna glumica.

## Životopis
Petra Vukelić je rođena u Zagrebu 15. kolovoza 1982 gdje je završila osnovnu i srednju školu. Potom upisuje i završava Filozofski fakultet Sveučilišta u Zagrebu, odsjek za hrvatski jezik i književnost i komparativnu književnost. Glumačko obrazovanje stiče u Londonu, na londonskoj "London Academy of Music and Dramatic Art" (LAMDA). Tijekom usavršavanja u Londonu poseban fokus je posvetila klasičnoj glumi, te Shakespeareu i jakobinskoj drami. Pored navedene edukacije Petra je pohađala niz radionica i edukativnih programa između ostalih i "Radionicu kazališnog klauna Lee DeLong", (Vis, 2015. te Zagreb 2017.), "Sarajevo talent campus" (Sarajevo, 2009), "Radionica „Izvođač u Mjuziklu“" (2010), "Filmsku radionicu za mlade talente", (Utrecht - NL, 2010.), "Glumačku radionicu Victora Bodóa", (Split, 2012.) te masterclass Ivane Chubbuck (Rim, 2018.)
Posebne glumačke vještine koje ju krase su: ples (standardni i povijesni), mačevanje, klaun, pjevanje (mezzosopran), glasovir (Osnovna glazbena škola „Ivan Zajc“), windsurfing, plivanje, jahanje i klizanje.

## Filmografija
- "Odmetnici", 2017., režija Steven Quale, scenarij Luc Besson, Richard Wenk
- "F20" (Arsen A. Ostojić)
- "Agape" (Branko Schmidt)
- "Crno-bijeli svijet" (Goran Kulenović)
- "Počivali u miru" (Dario Vince, Koraljka Mestrovic, Goran Rukavina)
- "Narodni heroj Ljiljan Vidić", 2015., režija Ivan Goran Vitez
- "Kud puklo da puklo" (NovaTV)
- "Ručice čarobnice" (Višnja Skorin)
- "Bitange i princeze" (Interfilm)

## Predstave
- "U petak (za) metak"(Histrion, Ivan Goran Vitez)
- "Mala sirena"(Žar ptica, Iva Srnec)
- "Trnoružica"(Teatar Naranča, Majkl Mikolić)
- "Heidi"(Teatar Naranča, Mario Kovač)
- "Galicija"(Točka na i, Iva Srnec)
- "Čarolija godišnjih doba"(Lutkarski studio Kvak, Ivana Pokrivka)
- "Priča o kapljici vode"( Kazalište Svijet lutaka, Ivka Babić)
- "Master Maroje Abridged"(International Arts Centre, Lawrence Kiiru)
- "Harfistica"(Svarog, Dubravko Sidor)
- "Spelancija od stanca"(Histrion, Vladimir Gerić)[2]

## Sinkronizacija
- "Mačak u čizmama: Posljednja želja" kao partijanerica, konobarica, Jo Serpent, zadnja pekarica i Guvernerova pomoćnica (2022.)
- "Princeza Ema" kao Daria (2019.)
- "My Little Pony: Prijateljstvo je čarolija" kao Tamnoroga (2017.)
- "Kako je Gru postao dobar" kao radnica u zločinačkoj ligi (2017.)
- "Kuća obitelji Glasnić" kao Lori Glasnić (2017.)
- "Film Angry Birds" (2016.)
- "Thundermani" kao Kyle (2011.)
- "Dora istražuje" kao Torba (2011.)
- "Vodeni svijet malih gupija" kao Deema (2011.)
- "Winx" kao Flora (2011., specijali), Darcy (2011. – 2016.)
- "Winx Club 3D: Čarobna avantura" kao Flora, Darcy (2011.)
- "Divlji valovi" kao pingvinica (2007.)
- "Bratz" (2007.)
- "Garfield 2: Priča o dvije mačke" (2006.)

## Vanjske poveznice
- Petra Vukelić u internetskoj bazi filmova IMDb-u (engl.)